# Најлс (Илиноис)
Најлс (енгл. Niles) град је у америчкој савезној држави Илиноис.

## Демографија
По попису из 2010. године број становника је 29.803, што је 265 (-0,9%) становника мање него 2000. године.
| Група             | 2000.          | 2010.          |
| Белци             | 24.133 (80,3%) | 21.332 (71,6%) |
| Афроамериканци    | 139 (0,5%)     | 411 (1,4%)     |
| Азијати           | 3.812 (12,7%)  | 4.977 (16,7%)  |
| Хиспаноамериканци | 1.512 (5,0%)   | 2.582 (8,7%)   |
| Укупно            | 30.068         | 29.803         |